# Оми на потоці
«Серійний випуск омів, або Оми на потоці» (фр. Oms en série) — науково-фантастичний роман французького письменника Стефана Вуля. Роман складається з 3 частин, розділених на короткі розділи.

## Сюжет
Події відбуваються на далекій планеті Іґам (Ygam), час якої тече набагато повільніше ніж на Землі. Основним населенням цієї планети є драаґи (Draags) — блакитношкірі велетні з червоними очима, що тримають як хатніх тварин іншу расу жителів — омів (Oms). Ці оми є віддаленими нащадками людських істот, відвезених у рабство на Іґам. Вони розгубили в цьому повільному світі всі свої знання і навички, їх розум вже давно почав атрофуватися. Головний герой роману — молодий ом на ім'я Терр (Terr), господаркою якого є дівчинка на ім'я Тіва (Tiwa).
Терр, перебуваючи разом з Тівою, засвоює знання, які тій надаються через спеціальні навушники. Батьки останньої забороняють Тіві брати Терра на навчання. Зрештою Терр вимушений був тікати до диких омів. Велика пригода юнака по планеті серед омів призводить до того, що, він за допомогою вкрадених навушників зумів передати диким омам знання, пробудити їхні вміння й навички. Завдяки цьому з'явилася колонія вільних омів, які створили підземне місто.
Терр створює 3 повітряних судна, які рятують омів під час атаки драагів на підземне місто. Втім, лише 2 кораблі зуміли перебратися до безлюдних континентів планети Ігам.
Поступово на дикому континенті чисельність вільних омів швидко зростає. Проти цього виступає вчений-драаг Сінх, який очолює рух проти омів. Зрештою останній стає верховним володарем драагів. Він починає військову кампанію проти омів. Втім, Терр зумів підготуватися й відбити напад. Тому укладається договір про мирне існування між омами і драагами.

## Кінематограф
- За мотивами цього роману створено повнометражний анімаційний фільм «Фантастична планета».